# Estados Unidos nos Jogos Olímpicos de Verão de 1968
Os Estados Unidos da América competiram os Jogos Olímpicos de Verão de 1968 na Cidade do México. Ficaram em 1º lugar no ranking geral,com 45 medalhas de ouro.